# 提烏德里克三世
提烏德里克三世，（657年—691年4月12日），自675年起為法兰克人墨洛温王朝的纽斯特里亚和勃艮第国王（673年及675年－691年），以及自679年起因同時擔任奧斯特拉西亞國王（679年－691年）而成為全法兰克国王。
提烏德里克三世是紐斯特里亞和勃艮第國王克洛維二世與王后聖巴蒂爾德的第三子，而克洛泰爾三世及希尔德里克二世是他的兄長。

## 生平
673年，兄長克洛泰爾三世逝世，提烏德里克三世繼承兄長成為紐斯特里亞和勃艮第國王。可是，兄長希爾德里克二世很快得到紐斯特里亞貴族的支持而入侵他的王國並將他廢黜。當希爾德里克二世於675年被弒，提烏德里克三世再次登上王位，成為紐斯特里亞和勃艮第國王。另一方面，奧斯特拉西亞的王位由伊布漢支持的克洛泰爾三世私生子克洛維三世與奧斯特拉西亞宮相胡夫爾德所支持的前任國王西吉貝爾特三世的兒子，從流亡中回來的達戈貝爾特二世。最後達戈貝爾特二世於676年成為奧斯特拉西亞國王。當達戈貝爾特二世於679年逝世後，提烏德里克三世成為全法蘭克國王。
提烏德里克三世與紐斯特里亞宮相瓦拉通（伊布漢的繼承人）於681年與奧斯特拉西亞宮相赫斯塔的丕平和解。紐斯特里亞宮相瓦拉通於686年去世，瓦拉通的繼任者是女婿貝爾塔爾，重新挑起奧斯特拉西亞和紐斯特里亞之間的衝突。在提烏德里克三世支持下於687年率領紐斯特里亞的軍隊入侵奧斯特拉西亞，但是他們在索姆河畔的泰爾特里（Tertry）被赫斯塔的丕平擊敗。貝爾塔爾與提烏德里克三世撤回巴黎，赫斯塔的丕平迫使他們簽訂新的和平協議，該協議的條件是貝爾塔爾不再擔任紐斯特里亞王國宮相，而由協議赫斯塔的丕平任命他忠實的追隨者諾德伯特為他在紐斯特里亞和勃艮第兩地的代表，國王提烏德里克三世亦被迫承認赫斯塔的丕平為全法蘭克王國唯一的宮相，以換取丕平同意保留他的王位。
從此赫斯塔的丕平自稱為法蘭克公爵，成為法蘭克王國的實際統治者。法蘭克王國的實權在法蘭克公爵手上而不在國王掌握之中。提烏德里克三世因而被稱為"無為王"或"懶王"，因為他是歷任宮相的傀儡，赫斯塔的丕平更要求提烏德里克三世跟隨他至奧斯特拉西亞，奧斯特拉西亞王國成為法蘭克王國的主宰。

## 死亡
691年4月12日，提烏德里克逝世，當時34歲。法蘭克王國的王位由他的長子克洛維四世繼承。

## 家庭
希爾德里克娶了安塞吉塞與聖白加的女兒克洛蒂爾德，育有以下兒子：
1. 克洛維四世
2. 希爾德貝爾特三世